# Abeto Hun
Abeto Hun  (auch Abetahun, äthiop. አቤቶሁን) war ein Titel am Hof des Negus Negest (Kaisers) von Äthiopien und bedeutet sinngemäß sei ein Herr. Zunächst entsprach der Titel im 16. Jahrhundert in etwa dem eines Kronprinzen. Später wurde aus Abeto Hun ein Titel für Mitglieder der kaiserlichen Familie  und Mitglieder der Familien der höchsten Würdenträger am Hof. Im Laufe der Zeit sank die Bedeutung des Titels. Als Kurzform war zunächst Abeto gebräuchlich. Die heutige Kurzform Ato dient vor allem in Shewa als Anrede, dem deutschen Herr entsprechend.